# J. Robert Lamar

J. Robert Lamar

James Robert Lamar (* 28. März 1866 in Edgar Springs, Phelps County, Missouri; † 11. August 1923 in St. Louis, Missouri) war ein US-amerikanischer Politiker. Zwischen 1903 und 1909 vertrat er zwei Mal den Bundesstaat Missouri im US-Repräsentantenhaus.

## Werdegang
Robert Lamar besuchte die öffentlichen Schulen seiner Heimat und die Licking Academy. Danach unterrichtete er für einige Jahre als Lehrer. Im Jahr 1889 leitete er die Licking Academy. Nach einem Jurastudium und seiner 1889 erfolgten Zulassung als Rechtsanwalt begann er in diesem Beruf zu arbeiten. Von 1890 bis 1894 war er Staatsanwalt im Texas County. Danach praktizierte er in Houston als Anwalt. Gleichzeitig schlug er als Mitglied der Demokratischen Partei eine politische Laufbahn ein. In den Jahren 1894 bis 1896 leitete er das demokratische Kongresskomitee im 13. Wahlbezirk seines Staates.
Bei den Kongresswahlen des Jahres 1902 wurde Lamar im damals neugeschaffenen 16. Wahlbezirk von Missouri in das US-Repräsentantenhaus in Washington, D.C. gewählt, wo er am 4. März 1903 sein neues Mandat antrat. Da er im Jahr 1904 dem Republikaner Arthur P. Murphy unterlag, konnte er bis zum 3. März 1905 nur eine Legislaturperioden im Kongress absolvieren. Zwei Jahre später wurde Lamar erneut im 16. Distrikt in das US-Repräsentantenhaus gewählt, wo er am 4. März 1907 Murphy wieder ablöste. Bis zum 3. März 1909 konnte er eine weitere Amtszeit im Kongress verbleiben. Bei den Wahlen des Jahres 1908 verlor er wiederum gegen Arthur Murphy.
Nach seinem Ausscheiden aus dem US-Repräsentantenhaus praktizierte Robert Lamar wieder als Anwalt in Houston. Im Jahr 1920 war er Präsident der Anwaltskammer von Missouri. Er starb am 11. August 1923 in St. Louis und wurde in seinem Heimatort Houston beigesetzt.